# A Lyra de Xopotó
A Lyra de Xopotó foi uma banda musical. Ela surgiu no programa de rádio Lira de Xopotó apresentado e criado pelo radialista Paulo Roberto na Rádio Nacional em 1954.

## Discografia
- São Paulo quatrocentão/Me dá um dinheiro aí
- Noite feliz/Jingle bells
- Cristo nasceu na Bahia/13 de maio
- Mestre Filó/Arnoud no choro
- Pastorinhas/Caixinha de música
- As favoritas do carnaval carioca